# Calidris pusilla
Chim dẽ nữa màng (Calidris pusilla) là một loài chim trong họ Scolopacidae.
Chim trưởng thành có chân màu đen và mỏ thẳng ngắn màu đen. Cơ thể là màu xám nâu trên và màu trắng bên dưới. Đầu và cổ nhuốm màu xám nâu nhẹ. Loài chim này có thể khó phân biệt với loài chim nhỏ tương tự khác, đặc biệt là calidris mauri.

## Hình ảnh

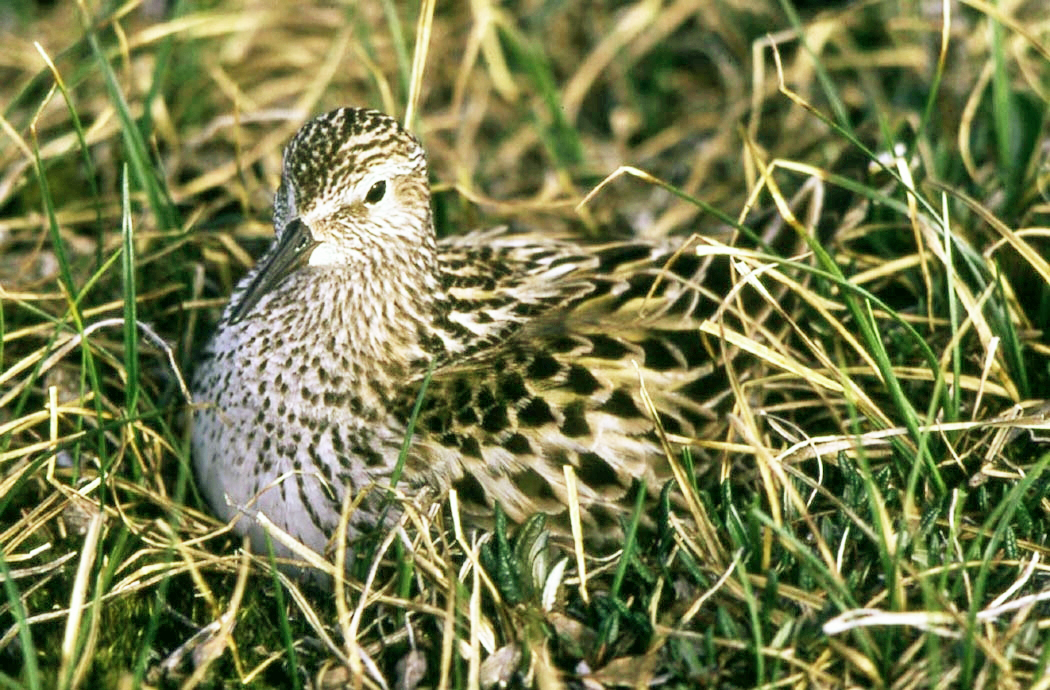
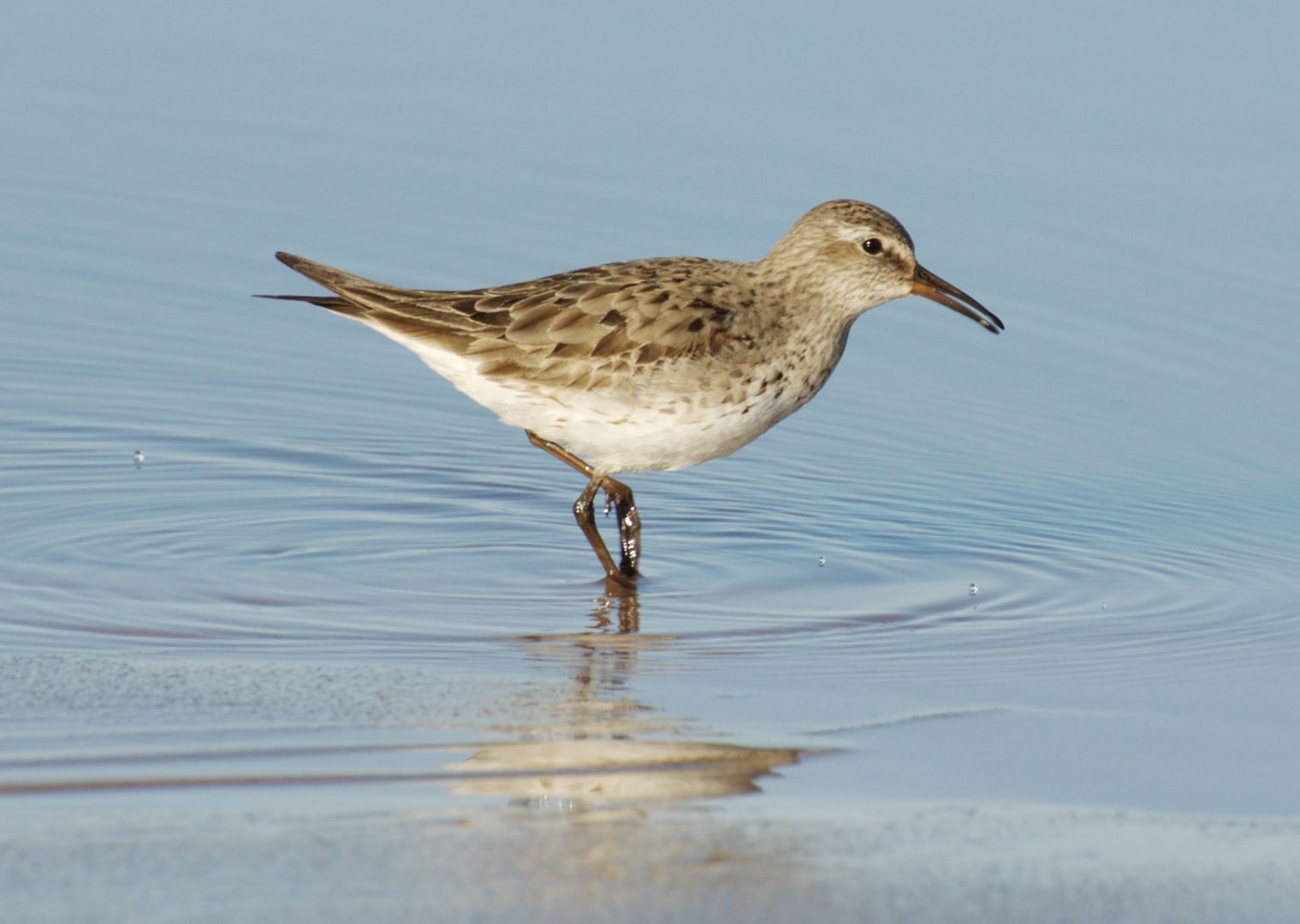
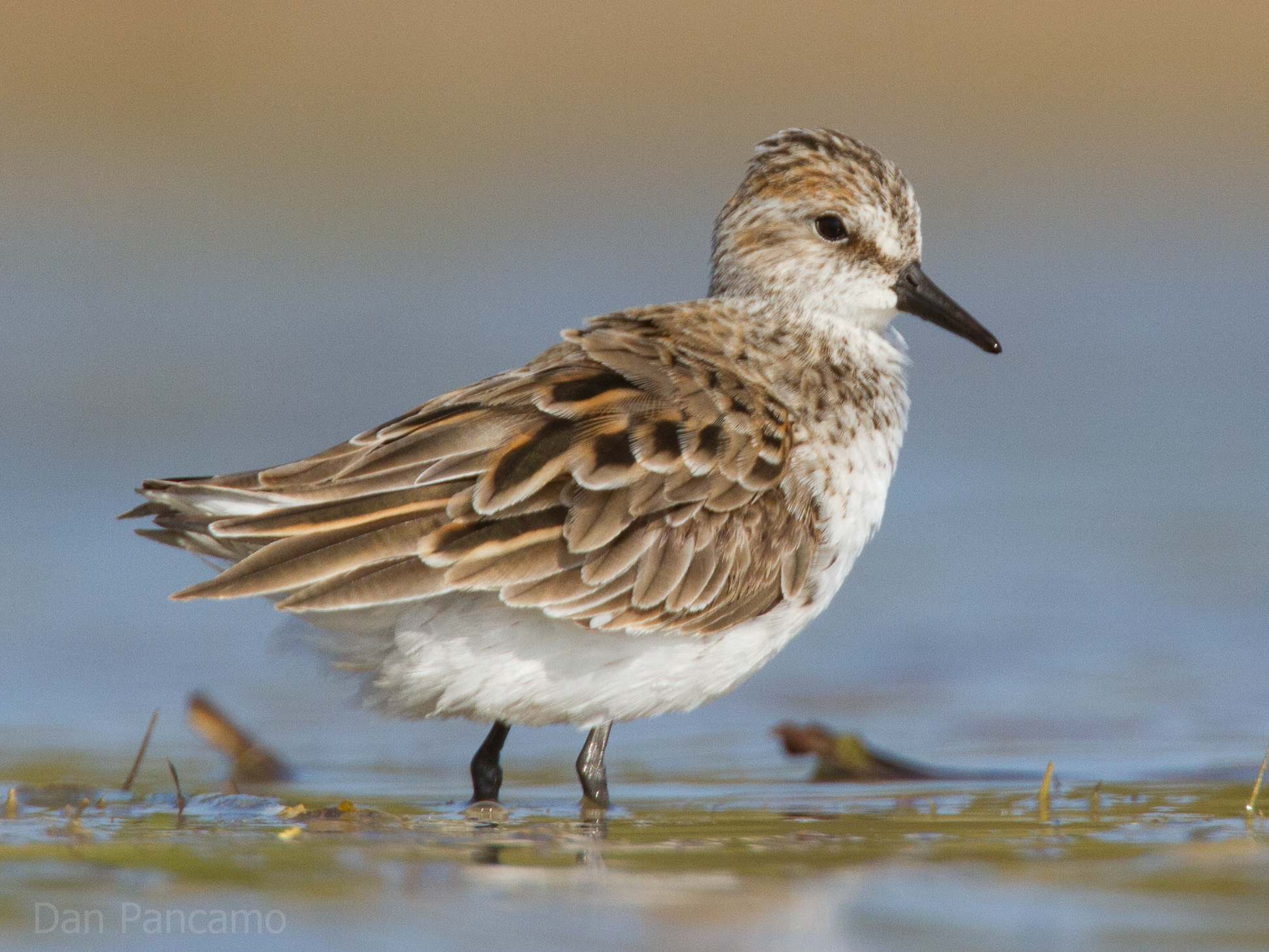
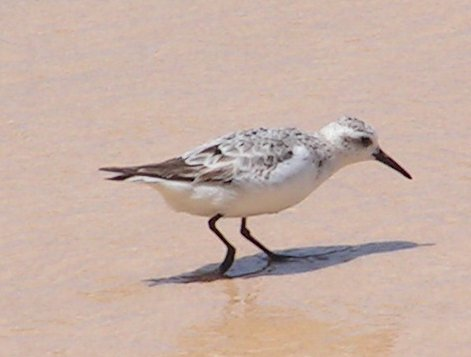